# Critias (Plato)

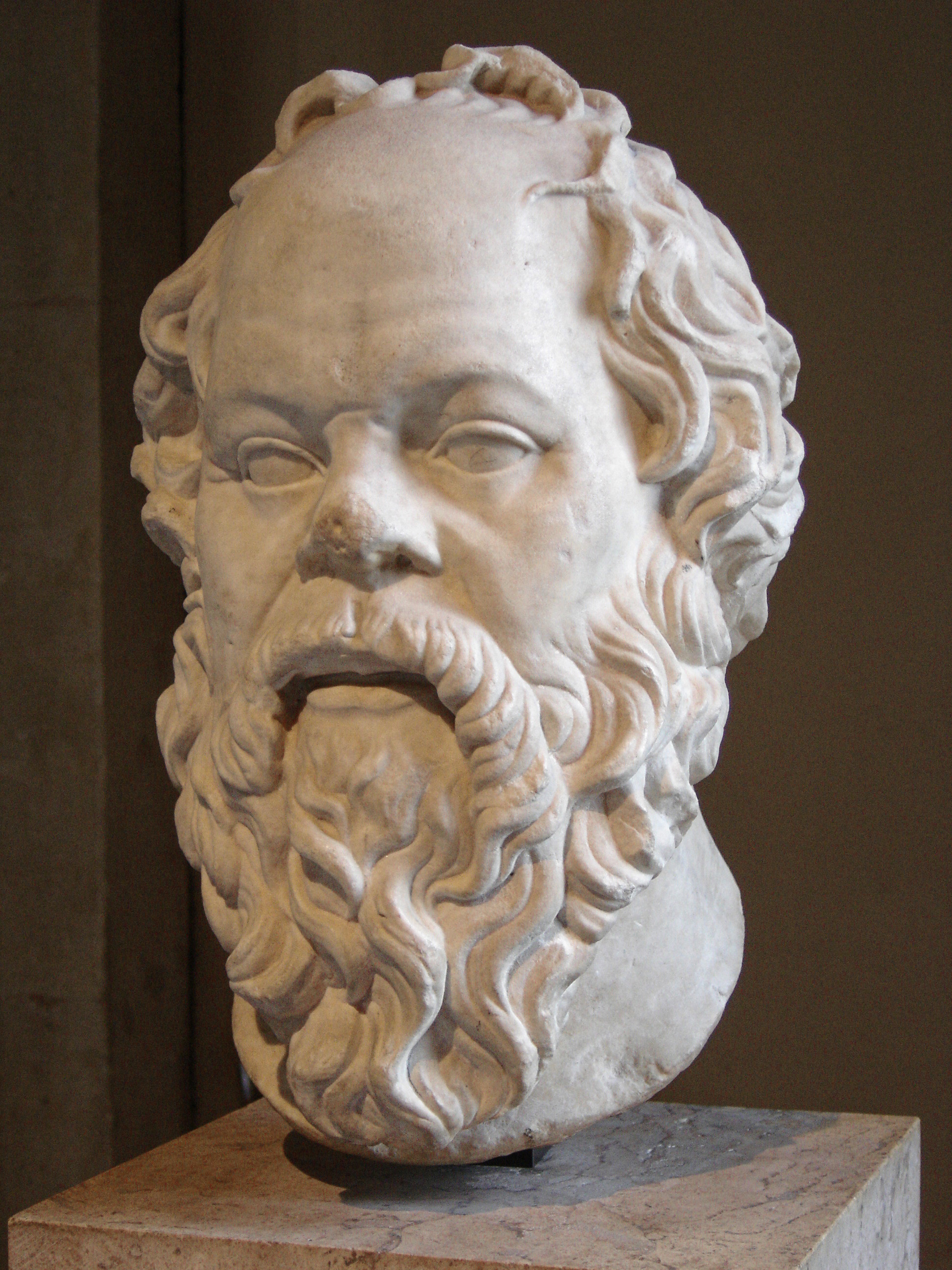
Romeinse buste van Socrates uit de 1e eeuw, mogelijk een kopie van een verloren bronzen beeld gemaakt door Lysippos.

Critias is een van de latere filosofische dialogen van Plato en het tweede deel van zijn geplande trilogie over de strijd tussen het mythische Atlantis en Athene die volgens de legende 9000 jaar tevoren plaatsvond.

## Intertekstualiteit
Net zoals bij symposium, Apologie, Menexenus, Protagoras, Crito, Phaedrus en Timaeus kunnen we ons afvragen of het hier wel om een dialoog in de ware betekenis van het woord gaat. Symposium is een aaneenschakeling van speeches bijvoorbeeld, en ook in de andere dialogen is niet altijd Socrates aan het woord. Bij Critias kiest Plato dan weer voor de vertelvorm. Weliswaar zijn er drie participanten aan het gesprek, maar Socrates en Hermocrates beperken zich tot een inleidende rol. De hoofdrol is hier duidelijk weggelegd voor Critias, die in een lange monoloog de rest van het verhaal op zich neemt.
Critias werd voorafgegaan door Timaeus en zou opgevolgd worden door Hermocrates. Deze laatste dialoog werd naar alle waarschijnlijkheid nooit geschreven. Ook Critias zelf bleef deels onafgewerkt. We treffen hier dezelfde sprekers aan als die uit de 'Timaeus': Socrates, Timaeus van Locri, Hermocrates en Critias.

## Protagonisten
- Socrates: Plato laat zijn leermeester Socrates in dialoog gaan met anderen om de waarheid te achterhalen. In dit geval lijkt het er wel op dat Plato eerder zijn eigen theorie van de staat probeert te illustreren aan de hand van de neergang van de ideale staat Atlantis.
- Critias: Het is niet duidelijk of het hier gaat om de historische Critias, een van de Dertig Tirannen die na de nederlaag van Athene tegen Sparta mee een soort schrikbewind voerde over Athene. Plato zegt dat de grootvader van Critias het verhaal over Atlantis rechtstreeks van de grote Solon (638 – 558 V.C.) vernomen zou hebben, wat nogal onwaarschijnlijk is, gezien het te grote tijdsverschil.
- Hermocrates: Het personage van Hermocrates uit de dialoog kan met bijna absolute zekerheid teruggeleid worden naar de Siciliaanse politicus en generaal uit Syracuse, wiens naam ook door onder meer Thucydides wordt vermeld. Hermocrates krijgt in Critias het kleinste aandeel in de tekst toebedeeld. "Aangezien de dialoog die zijn naam zou dragen nooit geschreven werd, kunnen we enkel raden waarom de keuze van Plato op hem gevallen is. Het is ironisch om te bedenken dat een man als Hermocrates 9000 jaar eerder de invasie van Atlantis had weten te voorkomen en de volken van het Middellands Zeegebied van de slavernij had weten te redden, diezelfde man bij de Atheners herinnerd werd als degene die hun poging tot imperialistische expansie in de Siciliaanse expeditie had tegengehouden."[2]. Er is echter enige onenigheid gerezen omtrent de identificatie van het personage van Hermocrates met de historische Hermocrates van Syracuse. Zo stelt de Duitse classicus Eberz dat het personage van Hermocrates in feite Dio van Syracuse betreft, die op het fictieve tijdstip waarop Plato de dialoog laat plaatsvinden nog niet geboren was[3].
- Timaeus: In tegenstelling tot de andere gesprekspartners uit Critias is het erg onduidelijk of het personage van Timaeus gebaseerd is op een historisch persoon. Hoewel sommige classici van mening zijn dat Timaeus met zekerheid een historisch persoon was[4], stellen anderen dat "Plato's beschrijving van Timaeus waarschijnlijk kenmerken ontleent aan diverse andere personen"[5]. Zo is Erich Frank bijvoorbeeld van mening dat het personage van Timaeus deels gebaseerd is op de Griekse wiskundige Archytas van Tarentum[6]. De Britse classicus F. M. Cornford verzet zich echter tegen deze interpretaties die aan Timaeus een historisch karakter toekennen: "Het eenvoudige feit dat een dergelijk gerenommeerd persoon niet het minste spoor heeft nagelaten in de politieke of filosofische geschiedenis, spreekt elke claim van historiciteit tegen. De meest waarschijnlijke verklaring is dat Plato het personage uitvond omdat hij een filosoof uit de westerse school nodig had, eminent in zowel wetenschap als staatsmanschap, maar dat zulk persoon ten tijde van de dialoog niet bestond."[7]. Hoewel er echter geen bewijs is dat Timaeus een historisch persoon was, is er evenmin een bewijs dat hij niet bestaan heeft, aangezien er van de geschiedenis van de Zuid-Italiaanse stadstaat Locri weinig overgeleverd werd.

## Inhoud

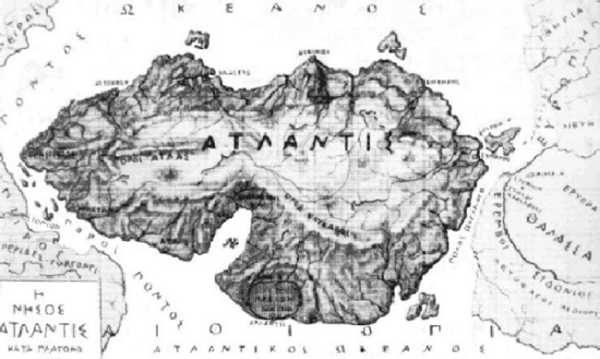
Fictieve kaart van Atlantis

Critias stelt de Atheense maatschappij van 9000 jaar voor Plato's tijd voor als een ideale samenleving. Het landschap verschilde er grondig van het huidige Atheense landschap, dat volledig hertekend werd door aardbevingen en overstromingen. Griekenland was een land van groene heuvels en vruchtbare gronden. Er was overschot aan vruchten en graan en het water uit de bronnen stroomde overdadig. De Atheense boeren en krijgers waren deugdzaam, hardwerkend en matig.
Critias vertelt dan over het ontstaan van Atlantis. Het zou gaan om een eiland ten westen van de Zuilen van Heracles (de huidige Straat van Gibraltar) in de Atlantische Oceaan. De goden verdeelden door loterij de delen van de aarde en het eiland Atlantis kwam toe aan de zeegod Poseidon. Die werd verliefd op Kleito, een aardse vrouw, met wie hij verschillende kinderen voortbracht. Atlas, de oudste van allen, werd heerser en koning over Atlantis.
Vervolgens begint Critias aan een uitgebreide beschrijving van het eiland met zijn paleis, zijn tempels, zijn grachten en verdedigingswerken. Hij vertelt hoe de muren van de gebouwen bekleed werden met het verloren gegane orichalcum, dat hij als kostbaarste metaal na goud klasseert. Vele generaties lang bleven de Atlantiërs deugdzaam en zij toonden zich onverschillig tegenover de verleidingen van goud en bezit. Maar op den duur verloren zij, door vermenging met mensen, te veel van hun goede kwaliteiten en werden corrupt. Zeus, de oppergod, zag het aan en strafte Atlantis...
Het verhaal eindigt hier abrupt. We weten alleen uit de Timaeus dat het eiland door de zee is verzwolgen, waardoor Athene de machtigste staat in het Middellandse Zeegebied werd.